# 虹莘路駅
座標: 北緯31度8分21.9秒 東経121度22分36.3秒 / 北緯31.139417度 東経121.376750度
虹莘路駅（こうしんろえき）は、中華人民共和国上海市閔行区顧戴路虹莘路に位置する上海地下鉄12号線の駅。

## 駅構造
- 島式ホーム1面2線の地下駅。ホームドア設置。

## 歴史
- 2015年12月19日 - 12号線開業。

## 隣の駅
上海地下鉄
■12号線
七莘路駅 - 虹莘路駅 - 顧戴路駅